# سان ناتزارو سسیا
سان ناتزارو سسیا (به ایتالیایی: San Nazzaro Sesia) یک کومونه در ایتالیا است که در استان نووارا واقع شده‌است. سان ناتزارو سسیا ۱۱٫۵ کیلومتر مربع مساحت و ۷۱۲ نفر جمعیت دارد و ۱۵۳ متر بالاتر از سطح دریا واقع شده‌است.